# Ајос Кирикос
Ајос Кирикос (гр:Άγιος Κήρυκος, ен:Agios Kirykos) је управно средиште округа Икарија у оквиру Периферије Северни Егеј и највеће место острва Икарија грчке.
Величина истоимене општине (градић и околна села) је 74,7 км², на којој живи s 3.243 становника по последњем попису (2001. ).
Град је добио име по свецу св. Киријаку.

Град Ајос Кирикос се налази у источном делу грчке државе. Град је смештен у југоисточном делу острва Икарија. Северно од града налази се брдовитији део острва.
Клима у Ајос Киријакосу је средоземна, са жарким и дугим летима и благим и кишовитим зимама.